# Dino Saluzzi
Timoteo Saluzzi dit Dino Saluzzi, né le 20 mai 1935 à Campo Santo dans la province de Salta en Argentine, est un musicien de jazz et de folklore argentin.

## Biographie
Dino Saluzzi est le fils du compositeur Cayetano Saluzzi. Il commence le bandonéon dans son enfance dans sa région de Salta au nord de l'Argentine. Il est directement issu de la tradition du folklore argentin (chacarera, zamba, estillo, etc.) où le bandonéon est un des instruments principaux. Il s'oriente vers le tango lorsqu'il vient habiter à Buenos Aires dans les années 1950, où il se rapproche du milieu tanguero. Il étudie auprès du bandonéoniste Julio Ahumada. Il participe à l'orchestre de tango de la radio El Mundo et collabore avec le violoniste Mario Francini. Là-bas, il croise toute la nouvelle vague de musiciens rénovateurs comme Astor Piazzolla, Gato Barbieri ou Enrique Villegas.
Il rentre à Salta en 1956 et commence la fusion des éléments du folklore avec toutes les influences musicales des années 1960 : jazz, Brésil, pop music. Ses premiers enregistrements sont des disques de folklore dans le plus pur style. Dans les années 1970, sa carrière personnelle prend un virage grâce à ses collaborations avec les musiciens d'avant-garde argentins mais aussi étrangers (Enrico Rava, Steve Lacy, Charlie Haden, Chet Baker). Il joue avec Gato Barbieri, Lito Vitale, Astor Piazzolla et dans les années 1970 participe au succès de León Gieco intitulé Sólo le pido a Dios. Il enregistre deux disques importants Dedicatoria (1977) et Bermejo (1980). Sa musique devient plus expérimentale, plus improvisée mais avec toujours pour base le folklore argentin.
Dino Saluzzi signe, à la suite de tournées en Europe, avec le label ECM qui produira dès lors ses enregistrements. Kultrum (1982), son premier album solo pour ce label, lui permet d'accéder à une notoriété internationale. Ce disque est aussi une référence dans l'histoire du bandonéon[réf. nécessaire]. Depuis, il multiplie les tournées et édite régulièrement de nouveaux disques pour ECM. Ses projets tournent autour de deux formations, son trio avec son fils José Maria ou avec le Saluzzi Family project qui réunit plusieurs membres de la fratrie Saluzzi. Il collabore avec les artistes du label allemand (Charlie Haden, Palle Mikkelborg, Tomasz Stańko, Enrico Rava, Palle Danielsson, Jon Christensen, Louis Sclavis, etc.). En 1990 et 1992, il participe aux deux albums World Sinfonia du guitariste américain Al Di Meola. Depuis 1998, son travail s'oriente vers une approche de plus en plus contemporaine des éléments du folklore s'approchant des milieux classiques (collaboration avec Anja Lechner et le Rosamunde Quartet ou le metropole Orchestra).

## Discographie sélective
Pour le Label RCA (argentine)
- Soy Buenos Aires - Pedro Orillas (1970)
- De Vuelta a Salta (1972)
- Bandoneón Tierra Adentro (1973)
- Bandoneón Tierra Adentro Vol.2 (1974)
- Dedicatoria (1978)
- Bermejo(1980)

Pour le Label BMG (argentine)
- Vivencias (1984)
- Vivencias II (1984)

Pour le Label West Wind
- Argentina (1984 et 1991)

Pour le Label ECM
- Kultrum (1982)
- Once Upon a Time ... in the Far South (1985)
- Andina (1988)
- Mojotoro (1991)
- Cité de la Musique (1996)
- Kultrum avec le Rosamunde Quartet (1998)
- Responsarium (2001)
- Senderos (2002)
- Juan Condori (2005)
- Ojos negros avec Anja Lechner (2006)
- El Encuentro avec Anja Lechner (2009)
- Navidad de los Andes (2011)
- El Valle de la infancia (2014)
- Albores (2020)

En collaboration
- Cerrillana avec Los Chalchaleros (1972) (folk. argentin)
- Quiero nombrar a mi amigo avec Los Chalchaleros (1972) (folk. argentin)
- Theatre avec George Gruntz
- Volver avec Enrico Rava
- World Sinfonia avec Al Di Meola
- World Sinfonia II - Heart of the Immigrants avec Al Di Meola
- From the Green Hill avec Tomasz Stańko
- Pas de Trois avec Charlie Mariano et Wolfgang Dauner
- Rios avec Anthony Cox et David Friedman
- If avec Myriam Alter (2003)

## Au cinéma
Pour son film Nouvelle Vague (1990), Jean-Luc Godard, sur les conseils de Manfred Eicher, directeur du label ECM, a utilisé plusieurs titres de l'album Andina (ainsi que des extraits d'œuvres de David Darling et Paul Giger). ECM fait paraître en 1997 un disque de l'intégralité de la bande sonore du film.